# Leptactina epinyctios
Leptactina epinyctios là một loài thực vật có hoa trong họ Thiến thảo. Loài này được Bullock ex Verdc. mô tả khoa học đầu tiên năm 1979.